# Diemitz
Diemitz ist ein Stadtteil der Stadt Halle (Saale) in Sachsen-Anhalt mit 1909 Einwohnern und war bis ins Jahr 1950 ein eigenständiges Dorf.

## Geografische Lage
Diemitz liegt im Stadtbezirk Ost der Stadt Halle (Saale). Im Osten von Diemitz liegt der Stadtteil Dautzsch, im Südosten Büschdorf. Westlich grenzen Freiimfelde/Kanenaer Weg und Am Wasserturm/Thaerviertel an sowie im Norden Frohe Zukunft und Mötzlich. Der Stadtteil liegt östlich einer der markantesten Brücken von Halle (Saale), der Berliner Brücke.

## Geschichte
Eine Besiedelung der Diemitzer Gegend kann schon für das Ende des 8. Jahrhunderts nachgewiesen werden. 1370 wird der Ort erstmals in den Urkunden erwähnt, als Henricus und Bertram Peisker aus Halle Dorf und Gut erwerben. Zum Dorf gehörte auch ein Klosterhof mit einer Kirche. Die Gemeinde wurde durch den Vikar des Gerbstedter Nonnenklosters versorgt. Im Dreißigjährigen Krieg ist Diemitz vollständig zerstört worden und blieb bis zu dessen Ende unbewohnt. 1647 kehrte die Gemeinde zurück und baute auch die Dorfkirche wieder auf. Das Dorf wurde dabei nicht an der alten Dorfstätte wiederaufgebaut, sondern ca. 400 m westlich. Dabei wurden neue Straßen planmäßig in rechten Winkeln zueinander angelegt. Das ältere Diemitz hatte dagegen noch die Form eines Rundlings. Lediglich die Kirche und der Friedhof blieben an der alten Stelle und liegen deshalb heute leicht außerhalb des Diemitzer Siedlungsgebiets.
Diemitz gehörte zum Amt Giebichenstein im Saalkreis des Erzstifts Magdeburg. 1680 kam der Ort mit dem Saalkreis zum Herzogtum Magdeburg unter brandenburg-preußischer Herrschaft.
Mit dem Frieden von Tilsit wurde Diemitz im Jahr 1807 dem Königreich Westphalen angegliedert und dem Distrikt Halle im Departement der Saale zugeordnet. Der Ort gehörte zum Kanton Halle-Land. Nach der Niederlage Napoleons und dem Ende des Königreichs Westphalen befreiten die verbündeten Gegner Napoleons Anfang Oktober 1813 den Saalkreis. Bei der politischen Neuordnung nach dem Wiener Kongress 1815 wurde der Ort im Jahr 1816 dem Regierungsbezirk Merseburg der preußischen Provinz Sachsen angeschlossen und dem Saalkreis zugeordnet.
Am 1. Juli 1950 wurde Diemitz nach Halle (Saale) eingemeindet.
Der 1887 errichtete Wasserturm Halle-Diemitz wurde 2012 abgerissen.
Seit der Wende wurden in Diemitz zahlreiche neue Einfamilienhäuser erbaut. Dies führte zu einem Anstieg der Bevölkerungszahl.

### Einwohnerentwicklung
| Jahr      | 1910 | 1925 | 1933 | 1939 | 2009 | 2010 | 2019 |
| --------- | ---- | ---- | ---- | ---- | ---- | ---- | ---- |
| Einwohner | 2830 | 3236 | 3963 | 4346 | 1739 | 1754 | 1909 |

## Religion

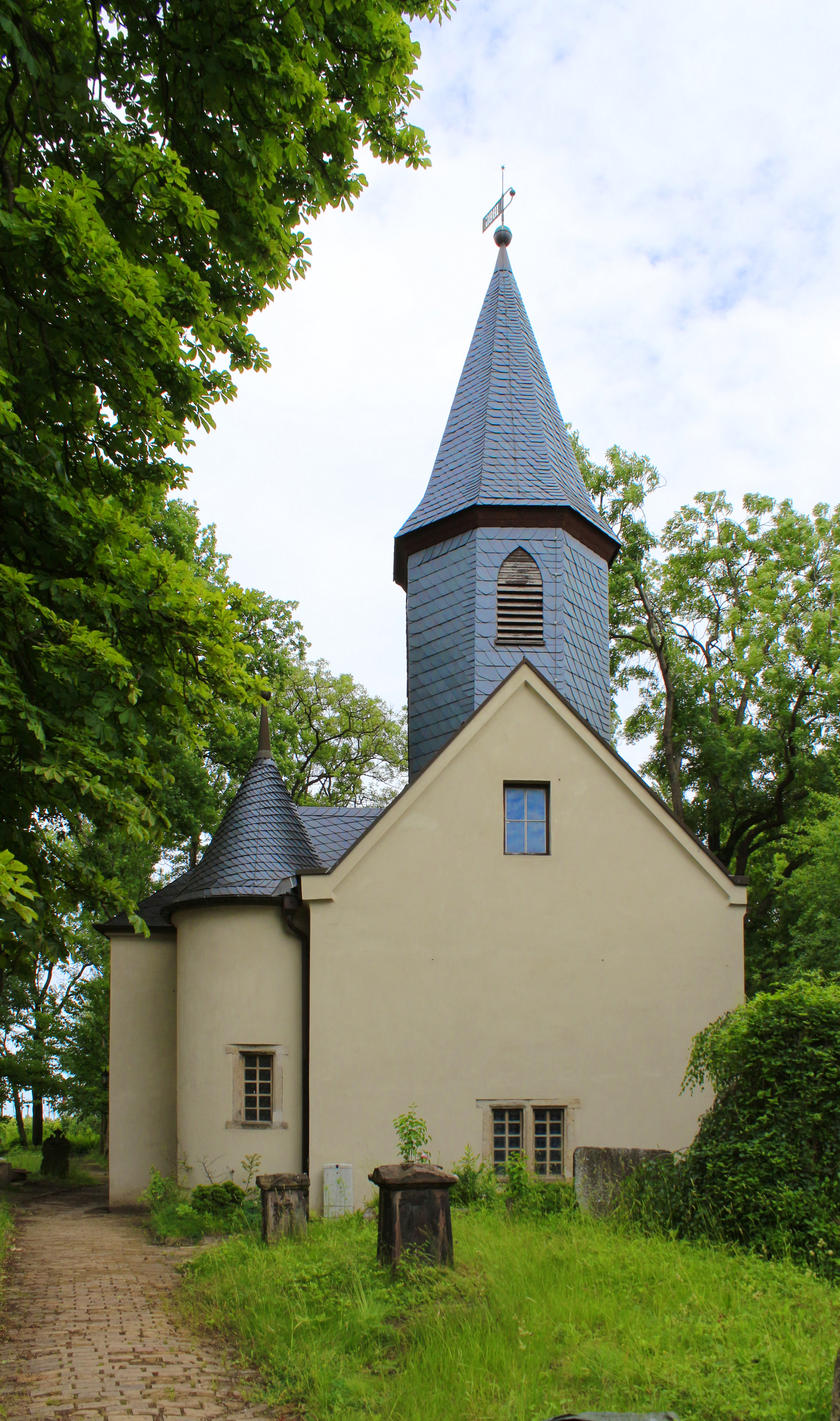
Kirche Johannes der Täufer

Durch die Reformation wurde die Kirche Johannes der Täufer, die einzige Kirche in Diemitz, protestantisch. Sie gehört zur Johannesgemeinde Halle im Kirchenkreis Halle-Saalkreis der Evangelischen Kirche in Mitteldeutschland.
Eine weitere religiöse Einrichtung ist die Evangelische Vietnam Mission e. V. an der Otto-Stomps-Straße.
Im Zuge der Flucht und Vertreibung Deutscher aus Mittel- und Osteuropa 1945–1950 stieg die Zahl der Katholiken in Diemitz so stark an, dass durch die Pfarrei St. Franziskus und St. Elisabeth (Halle) katholische Gottesdienste in der evangelischen Kirche Johannes der Täufer stattfanden. Vom 1. Januar 1969 an pachtete die katholische Kuratie Halle-Ost das Haus Fritz-Hoffmann-Straße 29 von der evangelischen Kirchengemeinde Diemitz und richtete dort einen Gottesdienstraum ein, der inzwischen wieder aufgegeben wurde. Heute gehören katholische Einwohner von Diemitz zur Pfarrei St. Mauritius und St. Elisabeth Halle.

## Nahversorgung
In Diemitz selber gibt es einen Lebensmittel-Discounter (Netto Marken-Discount) sowie einen Baumarkt (Obi (Baumarkt)) und einen Renovierungs-Discounter (tedox). Jedoch liegen die Nahversorgungszentren an der Berliner Brücke und in Büschdorf nicht weit weg. Der Hallesche Einkaufspark (HEP) und das Halle-Center sind ebenfalls nur wenige Fahrminuten entfernt.

## Wirtschaft

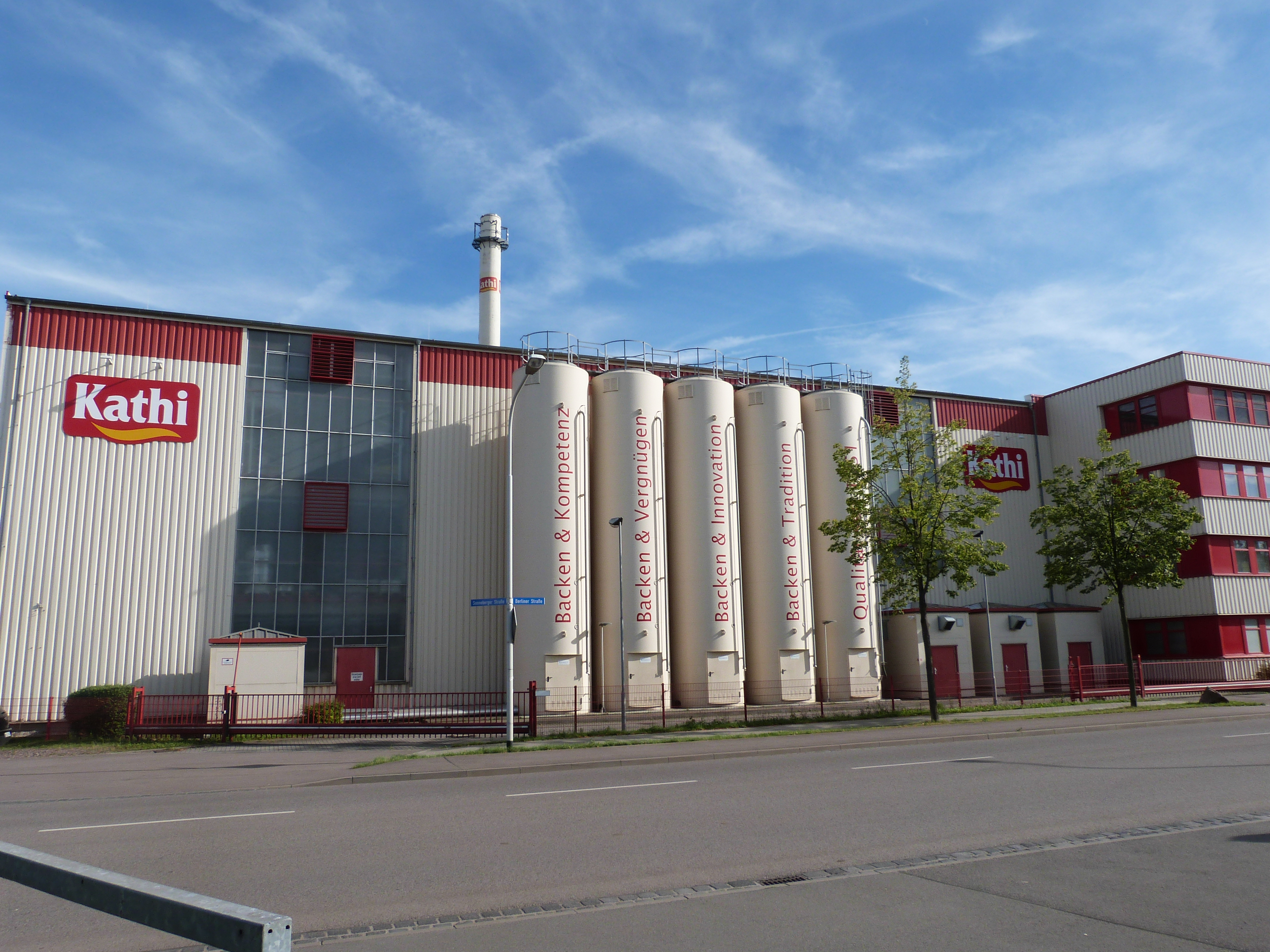
Kathi Rainer Thiele GmbH

Ein großes Gewerbegebiet macht Diemitz mit dem ehemaligen Industriegebiet Ost zu einem wichtigen Wirtschaftsstandort von Halle (Saale). Nach der Wende sind viele Betriebe hier auf Dauer pleitegegangen. Mittlerweile jedoch siedeln sich wieder immer mehr Unternehmen in Diemitz an und schaffen neue Arbeitsplätze.
Viele große hallesche Betriebe sind in Diemitz ansässig, darunter Kathi Rainer Thiele und Raab Karcher. Auch der TÜV Nord hat hier eine Akademie. Aber auch viele kleine Unternehmen haben in Diemitz eine Niederlassung.

## Verkehr & Infrastruktur
Durch die Hallesche Verkehrs-AG ist Diemitz gut an den städtischen Nahverkehr angebunden. Die Buslinien 27 und 32 verkehren von Diemitz aus zu den Straßenbahnhaltestellen Berliner Brücke und Betriebshof Freiimfelder Straße. Im Nachbarstadtteil Am Wasserturm/Thaerviertel befindet sich der S-Bahnhof Steintorbrücke.
Auch an das Straßennetz ist Diemitz gut angebunden. Die Hauptstraßen in Diemitz sind die Fritz-Hoffmann-Straße und Reideburger Landstraße, die Berliner Straße, sowie die Reideburger Straße, welche den Stadtteil im Süden begrenzt. Am östlichen Rand des Stadtteils wurde im Dezember 2018 die HES Ost (Europachaussee) nach 20 Jahren Bauzeit fertiggestellt und entlastet damit das Zentrum von Halle deutlich.
Diemitz besitzt durch seine Vergangenheit als Industriestandort ein verzweigtes Schienennetz für den Güterverkehr, welches aber mittlerweile zum Großteil nicht mehr genutzt wird.

## In Diemitz geborene Persönlichkeiten
- Günther Trebstein (1935–1994), Gebrauchsgrafiker